# Središnji valonski kanal
Središnji valonski kanal (francuski: Canal du Centre) je kanal u Belgiji koji povezuje riječne tokove Meuse i Scheldta, te svojom duljinom od 20,9 km (i razlikom visine od 89,52 m) povezuje umjetno jezero Grand Large, kod Nimyja, s kanalom Bruxelles-Charleroi kod Seneffea.  

## Ustave na Središnjem valonskom kanalu
Četiri ustave, hidraulična dizala za brodove, na Središnjem valonskom kanalu kod grada La Louvièrea u industrijskoj dolini (Sillon industriel), valonska pokrajina Hainaut, su 1998. godine upisane na UNESCOv popis mjesta svjetske baštine u Europi kao jedinstven primjer iznimno vrijednih industrijskih građevina koje su još uvijek u funkciji. Ustave se nalaze na 6.790 m dugom dijelu kanala koji ima razliku visine od 66 metara. izgrađene su od 1888. do 1917. godine, a dizajnirao ih je britanski inženjer Edwin Clarck iz tvrtke Stansfield & Clarck. 
Dizala su dvostruka, a sastoje se od okomito pokretnih tankova (caissons) koje u sredini drži željezni stup. Dva stupa su hidraulikom povezani tako da dižu jedan od tankova dok se drugi spušta, čime je masa jednog tanka je uravnotežena masom drugog.
Ova dizala su inspirala druge inženjere, kao što je Richard Birdsall Rogers, i gradnju mnogih drugih dizala na kanalima, kao što su dizala u Peterboroughu i Kirkfieldu u Kanadi.
Danas se ovaj dio kanala ne rabi za komercijalni promet koji je preusmjeren na njegov usporedni veći kanal, izgrađen 2002. godine. Novi kanal može primiti brodove mase do 1350 tona (europski standard), dok je stari mogao samo do 350 tona. Na novom kanalu postoji samo jedna ustava s dizalom za brodove, ogromno dizalo Strépy-Thieu (na slici lijevo označeno slovom "A") izgrađeno od 1982. – 2002., koje diže brodove na visinu od 73,15 metra i najveće je takve vrste na svijetu.
| Ustava | Mjesto              | Koordinate                                | Visina | Fotografija |
| ------ | ------------------- | ----------------------------------------- | ------ | ----------- |
| Br. 1  | Houdeng-Goegnies    | 50°29′15″N 4°10′33″E / 50.4875°N 4.1758°E | 15.40m |             |
| Br. 2  | Houdeng-Aimeries    | 50°28′57″N 4°08′32″E / 50.4826°N 4.1423°E | 16.93m |             |
| Br. 3  | Strépy-Bracquegnies | 50°28′53″N 4°08′14″E / 50.4813°N 4.1373°E | 16.93m |             |
| Br. 4  | Thieu               | 50°28′17″N 4°05′40″E / 50.4714°N 4.0945°E | 16.93m |             |

## Vanjske poveznice
- (fr.) Službena stranica  Arhivirana inačica izvorne stranice od 7. studenoga 2008. (Wayback Machine)

### Ostali projekti
|  | Zajednički poslužitelj ima još gradiva o temi Središnji valonski kanal |